# Euschmidtia viridifasciata
Euschmidtia viridifasciata är en insektsart som beskrevs av Marius Descamps 1973. Euschmidtia viridifasciata ingår i släktet Euschmidtia och familjen Euschmidtiidae. Inga underarter finns listade i Catalogue of Life.